# Teuthraustes festae
Espèce
Synonymes
- Chactas festae Borelli, 1899

Teuthraustes festae est une espèce de scorpions de la famille des Chactidae.

## Distribution
Cette espèce est endémique de la province de Morona-Santiago en Équateur,. Elle se rencontre dans la vallée du río Santiago.

## Systématique et taxinomie
Cette espèce a été décrite sous le protonyme Chactas festae par Borelli en 1899. Elle est placée dans le genre Teuthraustes par Kraepelin en 1912.

## Étymologie
Cette espèce est nommée en l'honneur d'Enrico Festa.

## Publication originale
- Borelli, 1899 : Viaggio del Dr. Enrico Festa nell' Ecuador e regioni vicine. XVIII. Scorpioni. Bollettino dei Musei di zoologia e anatomia comparata della Università di Torino, vol. 14, no 345, p. 1-18 (texte intégral).